# 大野敬吉
大野 敬吉（おおの けいきち、1887年〈明治20年〉1月13日 - 1935年〈昭和10年〉3月24日）は、日本の政治家。衆議院議員（1期）。

## 経歴
兵庫県佐用郡、のちの久崎村（久崎町、上月町を経て現佐用町）出身。1907年、御影師範学校(現・神戸大学教育学部)卒。東京で著作出版業を営む。古制研究のため自治学会を創設する。下谷区会議員、東京市会議員、東京市嘱託として欧米諸国の各都市を視察した。
1924年の第15回衆議院議員総選挙において兵庫11区から憲政会公認で立候補したが落選した。1928年の第16回衆議院議員総選挙において兵庫4区(当時)から立憲民政党公認で立候補してトップ当選した。衆議院議員を1期務めた。1930年の第17回衆議院議員総選挙に立候補したが辞退した。1935年死去。